# Олігосахариди
Олігосахари́ди — хімічні сполуки, в яких кілька залишків молекул моносахаридів з'єднані між собою ковалентними зв'язками. Це проміжний клас вуглеводів між моно- і полісахаридами. Серед них найпоширеніші дисахариди, які утворені внаслідок сполучення залишків двох молекул моносахаридів. Наприклад буряковий (або тростинний) цукор — сахароза — складається із залишків глюкози та фруктози, а солодовий — мальтоза — лише з залишків глюкози. Дисахариди мають солодкий присмак. Вони, як і моносахариди, добре розчинні у воді.

## Приклади
До олігосахаридів належать циклодекстрини. При гідролізі інуліну з утворюється фруктоза і деяка кількість фрукто-олігосахаридів.

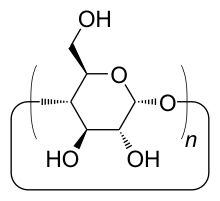
Структура циклодекстрину

## Терапевтичні ефекти
- Відсутність олігосахаридів й інших необхідних біологічно активних речовин у коров'ячому молоці при вигодовуванні дітей призводить до порушень у формуванні кишкової мікробіоти дитини.[3]

- Дріжджова клітинна стінка містить олігосахариди, які є субстратом для росту непатогенних бактерій, що нормалізують мікробоценоз кишечнику тварин.[4]
- Функціональні олігосахариди, які можна порівняти з водорозчинними рослинними волокнами, можуть допомогти покращити ліпідний обмін крові та знизити рівень холестерину та тригліцеридів.[5]